# Druten
Druten é um município dos Países Baixos, situado na província da Guéldria. Tem 42,46 km² de área e sua população em 2020 foi estimada em 18.973 habitantes.